# Protéine phosphatase 2

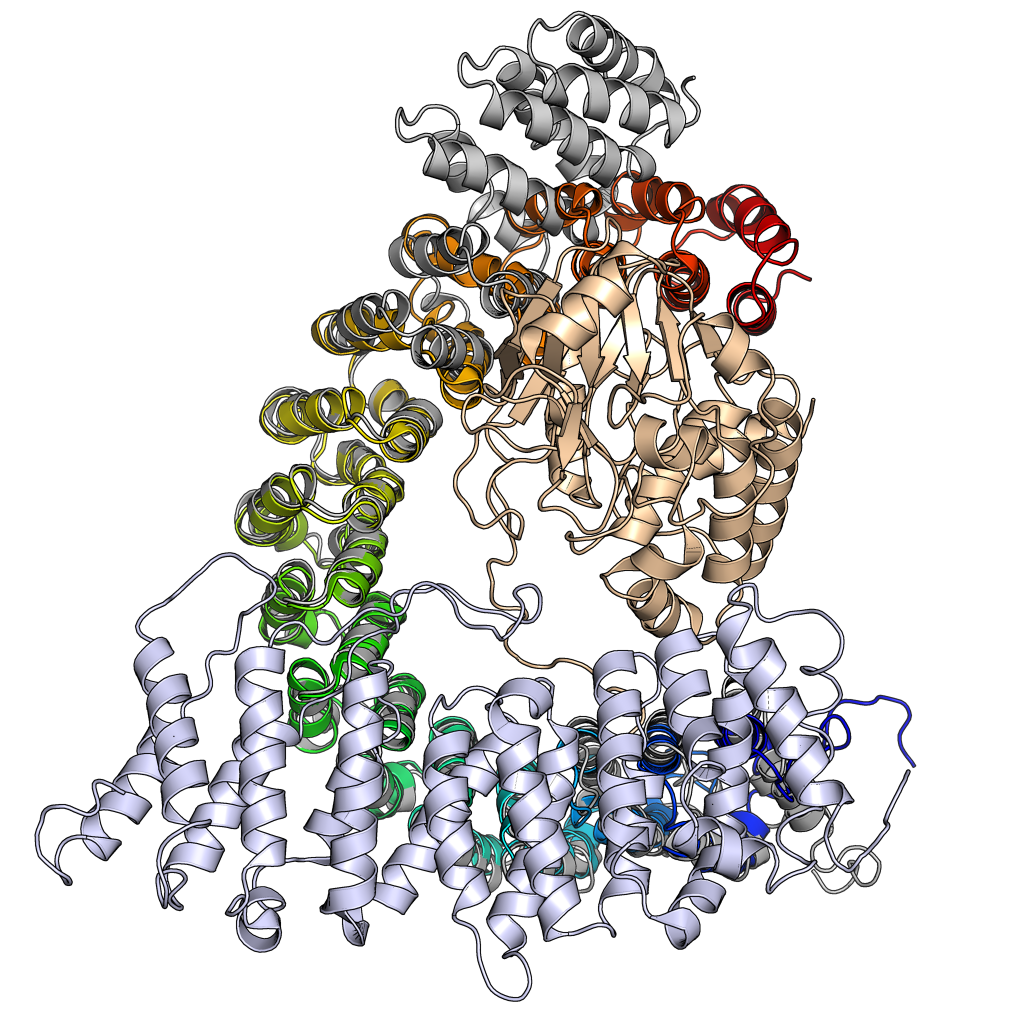
Représentation de l'hétérotrimère de la protéine phosphatase 2A. La sous-unité structurelle A, formée de 15 répétitions HEAT, est représentée en arrière plan avec l'extrémité N-terminale en bleu en bas et l'extrémité C-terminale en rouge en haut. La sous-unité régulatrice B, constitué de pseudo-répétitions HEAT irrégulières, est représentée en bleu clair au premier plan en bas. La sous-unité catalytique C est représentée en couleur dorée au premier plan à droite. En gris sombre est représentée la sous-unité A non liée, illustrant la flexibilité de cette protéine en solénoïde α. Des modifications conformationnelles au niveau de la 11e répétition HEAT conduit à infléchir l'extrémité C-terminale de la protéine pour lui permettre de se lier à la sous-unité catalytique.

La protéine phosphatase 2 (PP2), également appelée PP2A, est une enzyme qui, chez l'homme, est codée par les gènes PPP2CA (isoforme α) et PPP2CB (isoforme β) situés sur le chromosome 5 et le chromosome 8 respectivement. Il s'agit d'une protéine hétérotrimérique exprimée de manière ubiquitaire qui assure une partie importante de l'activité phosphatase dans les cellules d'eucaryotes. Son activité phosphatase est caractérisée par une large spécificité de substrats et une grande diversité de fonctions cellulaires. Parmi les cibles de la protéine phosphatase 2, on compte notamment les protéines des cascades de signalisation oncogène comme c-Raf, MAP2K (en) et Akt1, vis-à-vis desquelles elle agit comme suppresseur de tumeur.
L'enzyme est formée d'un cœur constitué d'une sous-unité structurelle A et d'une sous-unité catalytique C, auquel est liée une sous-unité régulatrice B. L'association de ces trois sous-unités produit différentes holoenzymes ayant différentes propriétés et des fonctions distinctes. La sous-unité A, caractérisée par sa répétition HEAT, joue le rôle d'armature indispensable à la formation du complexe hétérotrimérique. La liaison de la sous-unité A modifie l'activité enzymatique de la sous-unité catalytique C même en l'absence de sous-unité B. Alors que la séquence peptidique des sous-unités A et C est remarquablement conservée chez les eucaryotes, les sous-unités régulatrices B sont plus hétérogènes et on pense qu'elles jouent un rôle clé dans le contrôle de la localisation et de l'activité spécifique des différentes holoenzymes. Les eucaryotes multicellulaires expriment quatre classes de sous-unités B : B (PR55), B′ (B56 ou PR61), B″ (PR72) et B‴ (PR93/PR110), avec au moins seize membres dans ces sous-familles. L'activité et l'association des sous-unités des protéines phosphatase 2 sont également contrôlées par des protéines accessoires et des modifications post-traductionnelles.
La protéine phosphatase 2 a été identifiée comme cible potentielle de médicaments contre la maladie de Parkinson et la maladie d'Alzheimer. On ne savait cependant pas encore en 2014 laquelle de ses isoformes serait la cible à privilégier ni si l'effet thérapeutique à rechercher en serait l'inhibition ou l'activation,. Elle a également été identifiée comme suppresseur de tumeurs dans le cadre de certains leucémies et certains programmes étaient en cours en 2015 afin d'identifier les composés susceptibles de l'activer directement ou d'inhiber les protéines qui réduisent son activité.